# Sirius Systems Technology
Sirius Systems Technology était une entreprise dont l'activité était la fabrication d'ordinateur personnel à Scotts Valley en Californie. 

## Historique
Elle est fondée 1980 par Chuck Peddle et Chris Fish, des anciens de MOS Technology. En 1982, Sirius achète Victor Business Systems, connu pour ses calculatrices, et change son nom en  Victor Technologies. Le micro ordinateur Sirius S1 est alors rebaptisé Victor 9000.
Le Sirius S1 est conçu par Chuck Peddle— qui a créé le Commodore PET—, et lancé en 1981 sous le nom de Sirius 1. La machine est innovante et en plusieurs points supérieure : disquette 5"1/4 600 ko (1,2 Mo en double densité) quand l'IBM PC n'en proposera plus tard que 360 ko, clavier 102 touches avec pavé numérique séparé, gestion de luminosité et volume du HP, carte vidéo monochrome graphique en standard, résolution d'écran 800 x 600 (contre 640 x 200 en CGA sur IBM-PC), synthétiseur de voix, écran réglable, avec filtre physique anti-reflets. Le Sirius S1/Victor 9000 fonctionne avec CP/M-86 et MS-DOS mais n'est pas un compatible IBM PC (puisque qu'apparu avant). Il rencontre un certain succès en Europe[réf. nécessaire].
Victor Technologies fait faillite et est racheté par le groupe suédois Datatronic 1984, qui continue à vendre des PC par Kyocera[réf. nécessaire] sous le nom Victor.
Sirius Victor avait plusieurs avantages importants sur son futur concurrent IBM PC : 128 ko de mémoire de base contre 64 ko sur IBM-PC, un clavier complet avec pavé numérique (chez IBM une touche basculait le pavé numérique en touches de déplacement) et une capacité de stockage sur disquette supérieure, etc.
La Société Kamtronic Sarl, en Tunisie, fondée en 1984 par Mr.Ali Kamkoum, un ancien Du Groupe Alcatel France, fut le premier distributeur exclusif des PC Victor en Afrique à cette époque. Victor s'est fait remarquer par une campagne publicitaire mordante où elle se comparait à la marque de référence IBM en caviardant le nom du concurrent qui était cependant reconnaissable grâce à la petite taille du nom IBM. Dans certaines publicités, le nom caviardé pouvait être gratté pour faire apparaître "Vous savez qui". C'était le début de la publicité comparative...